# ...а милиција тренира строгоћу! (и друге пјесмице за дјецу)
...а милиција тренира строгоћу! (и друге пјесмице за дјецу) је дечији музички албум који су снимили југословенски дечји певач Ратимир Боршић "Рача" и југословенски рок бенд Бијело дугме, објављен 1983.

## Позадина
Текст за албум написао је песник Душко Трифуновић, а музику Горан Бреговић. Првобитно је било планирано да вокал пева Сеид Мемић "Вајта", али је на крају вокал снимио једанаестогодишњи Ратимир Боршић. Албум је објављен под именом Ратимир Боршић Рача & Бијело дугме. Омот албума дизајнирао је Драган С. Стефановић.

## Постава
- Ратимир Боршић – вокал

### Бијело дугме
- Горан Бреговић – гитара, продуцент, снимио
- Зоран Реџић – бас гитара
- Ипе Ивандић – бубњеви
- Владо Правдић – клавијатуре

### Додатно особље
- Душко Трифуновић – стихови
- Махмут Феровић – снимио
- Драган С. Стефановић – дизајн

## Пријем
Албум је наишао на одличан пријем код критичара, који су истакли да Бреговић и Трифуновић своју публику не сматрају "ментално незрелом".

## Наслеђе
Насловну нумеру је Бијело дугме често изводило на концертима, а њена уживо верзија се појављује на уживо албумима бенда Мрамор, камен и жељезо (1987)  и Турнеја 2005: Сарајево, Загреб, Београд (2005).